# Calamus corneri
Calamus corneri är en enhjärtbladig växtart som beskrevs av Caetano Xavier Furtado. Calamus corneri ingår i släktet Calamus och familjen Arecaceae. Inga underarter finns listade i Catalogue of Life.